# Støt står den danske sømand
Støt står den danske sømand er en dansk film fra 1948, instrueret af Bodil Ipsen og Lau Lauritzen jun efter manuskript af Grete Frische. Her hylder man på en populær måde den danske sømands indsats under krigen.

## Medvirkende
- Poul Reichhardt
- Lisbeth Movin
- Lau Lauritzen jun.
- Johannes Meyer
- Per Buckhøj
- Preben Lerdorff Rye
- Axel Frische
- Kjeld Jacobsen
- Bjørn Watt Boolsen
- Carl Heger
- Preben Neergaard
- Karl Jørgensen
- Ove Sprogøe
- Preben Uglebjerg
- Jon Iversen
- Poul Bundgaard